# Bela Vista do Toldo
Pour les articles homonymes, voir Bela Vista (homonymie).
Bela Vista do Toldo est une ville brésilienne du nord de l'État de Santa Catarina.

## Origine du nom
Le nom de Bela Vista do Toldo vient de la vue que l'on avait sur les environs depuis les points culminants de la région, d'où l'on pouvait voir les tentes (toldo en portugais) des premiers habitants.

## Géographie
Bela Vista do Toldo se situe par une latitude de 26° 16′ 24″ sud et par une longitude de 50° 27′ 52″ ouest, à une altitude de 752 mètres.
Sa population était de 6 004 habitants au recensement de 2010. La municipalité s'étend sur 535 km2.
La ville se trouve à 382 km au nord-ouest de la capitale de l'État, Florianópolis, et à 197 km au sud-ouest de la capitale du Paraná, Curitiba. Elle fait partie de la microrégion de Canoinhas, dans la mésorégion Nord de Santa Catarina.
Le climat de la municipalité est tempéré humide, avec des étés frais. La température moyenne annuelle de 17,1 °C. La municipalité fait partie du bassin hydrographique du rio Iguaçu et son relief est principalement constitué de hauts-plateaux.
L'IDH de la ville était de 0,702 en 2000 (PNUD).

## Histoire
À la veille de l'arrivée des Européens, la région était uniquement occupée par des indiens nomades.
Avant la guerre du Contestado, la région, alors rattachée au Paraná, était uniquement parcourue par des tropeiros, qui transportaient bœuf, cuir et viande depuis le Rio Grande do Sul vers São Paulo et le Minas Gerais.
À partir de 1908, les premiers habitants arrivèrent dans la région en provenance des villes voisines de Joinville, São Bento do Sul, Papanduva ou encore Itaiópolis. Il s'agissait pour la plupart de descendants de colons européens, venus d'Allemagne, d'Italie et de Pologne, entre autres. Plus tard, de nombreux Japonais, fuyant la Seconde Guerre mondiale, s'installèrent également dans la région.
La localité était alors rattachée à la municipalité de Canoinhas. Le 12 janvier 1957, le district de Bela Vista do Toldo fut créé. Enfin, le 16 avril 1994, la ville fut élevée au rang de municipalité.

## Économie
Les principales activités économiques de la municipalité sont liées au secteur agricole, notamment les cultures du tabac, du maïs, du haricot, du soja et du riz. On trouve également des activités liées à l'exploitation forestière, à la collecte du yerba maté et l'industrie céramique.

## Tourisme et culture
Le principal attrait touristique de la municipalité réside dans la possibilité de pratiquer l'écotourisme et le tourisme rural
,.
Le musée Schimborski abrite de nombreux objets en relation avec l'histoire de la ville et la guerre du Contestado,.
Tous les ans, le 16 avril, la ville célèbre l’anniversaire de sa fondation par l'organisation de la « fête de la récolte » (festa da Colheita en portugais),.

## Villes voisines
Bela Vista do Toldo est voisine des municipalités (municípios) suivantes :
- Timbó Grande
- Canoinhas
- Major Vieira